# Лерма (Кампече)
Ле́рма (исп. Lerma) — посёлок в Мексике, в штате Кампече, входит в состав муниципалитета Кампече. Численность населения, по данным переписи 2020 года, составила 8971 человек.

## Общие сведения
Лерма была основана в 1680 году как пресидио вблизи деревни Тишбулуль, расположенной в 6 км юго-западнее Сан-Франсиско-де-Кампече.
В 1708 году Лерма была захвачена пиратами, устроившими пожар и разграбление. Пираты вошли в Кампече, чтобы получить выкуп за поимку губернатора Менесеса.
6 января проходит фестиваль Полькекен, который представляет собой красочное представление, в котором особое внимание уделяется Танцу Петуха и Поросенка.
В посёлке расположена база ВМС Мексики.

## Население
| Год  | Численность | Численность |
| ---- | ----------- | ----------- |
| 2010 | 8281        | [ 5 ]       |
| 2020 | 8971        | [ 6 ]       |